# Adalimumabe
Adalimumabe é um medicamento usado como inibidor do fator de necrose tumoral, obtido da imunoglobulina humana. É um anticorpo monoclonal unicamente humano, diferendo de outros anti-TNFs quiméricos.
O adalimumabe age nos processos inflamatórios das doenças imuno-mediadas como a psoríase e artrite psoriásica de forma mais seletiva, sendo por essa razão mais eficaz e mais seguro que as drogas clássicas como o metotrexato. A aplicação é via subcutânea e  para psoríase  com dose de indução e depois doses de manutenção de 40 mg  a cada 15 dias. Tem alto custo de tratamento. Já são utilizadas há quase 17 anos em vários países. É fundamental avaliação prévia da saúde, especialmente para tuberculose latente (ou ativa) por intermédio do exame PPD e radiografia do tórax. Recentemente (2015) teve patente liberada permitindo a fabricação de biossimilares.

## Propriedades
É obtido pela tecnologia do ADN recombinante. Bloqueia o fator de necrose tumoral alfa ou TNF-α, que desencadeia uma função específica na resposta inflamatória, responsável por muitas doenças auto-imunes. Os receptores celulares de membrana p55 e p75 ficam bloqueados.

## Indicações
- Tratamento da psoríase
- Uso em pacientes reumáticos
- Espondilite anquilosante
- Doença de Crohn

## Nomes comerciais
- Humira®